# ジョルジュ・ペルティエ＝ドワシー

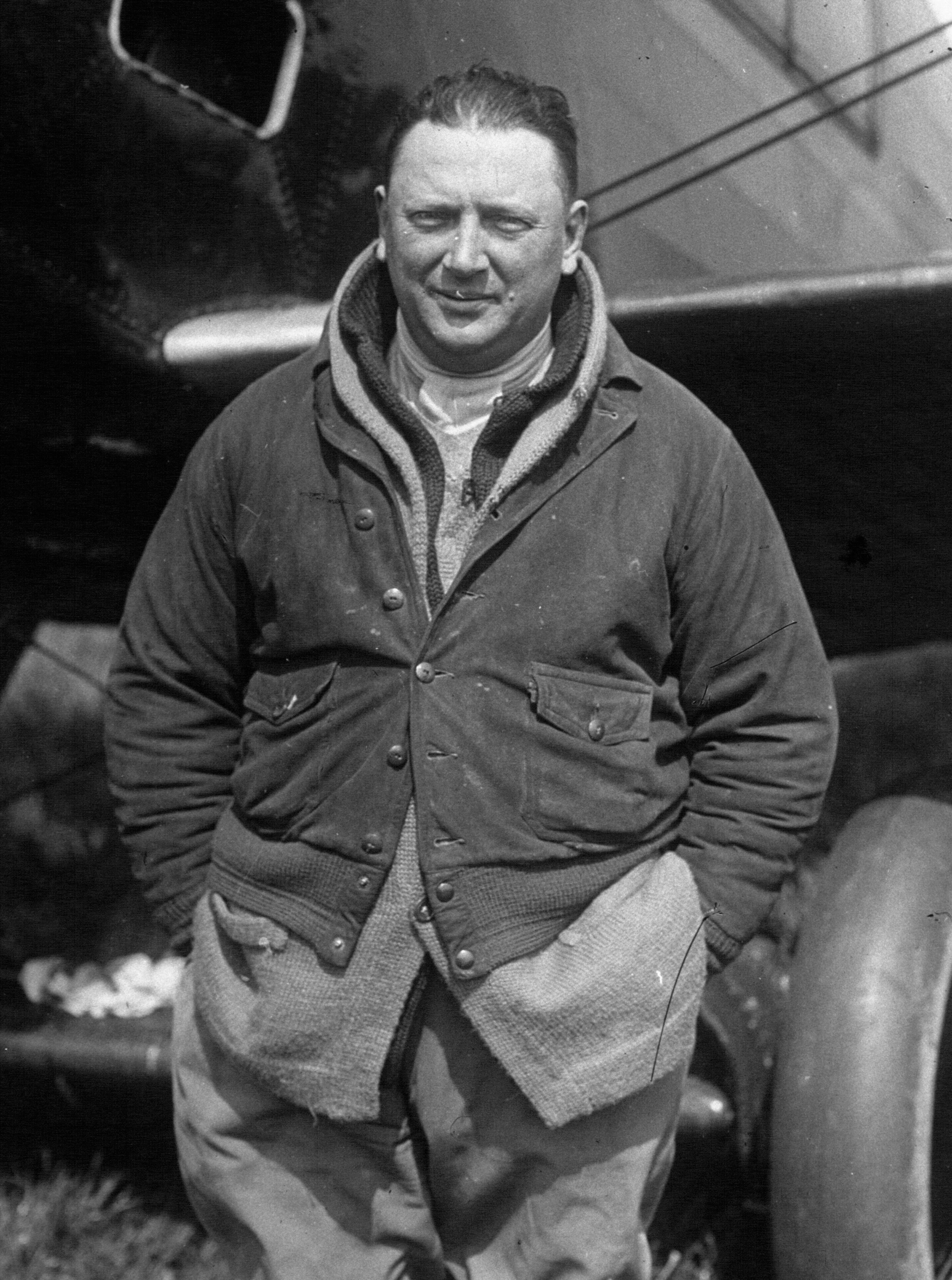
ジョルジュ・ペルティエ＝ドアジー 1927年

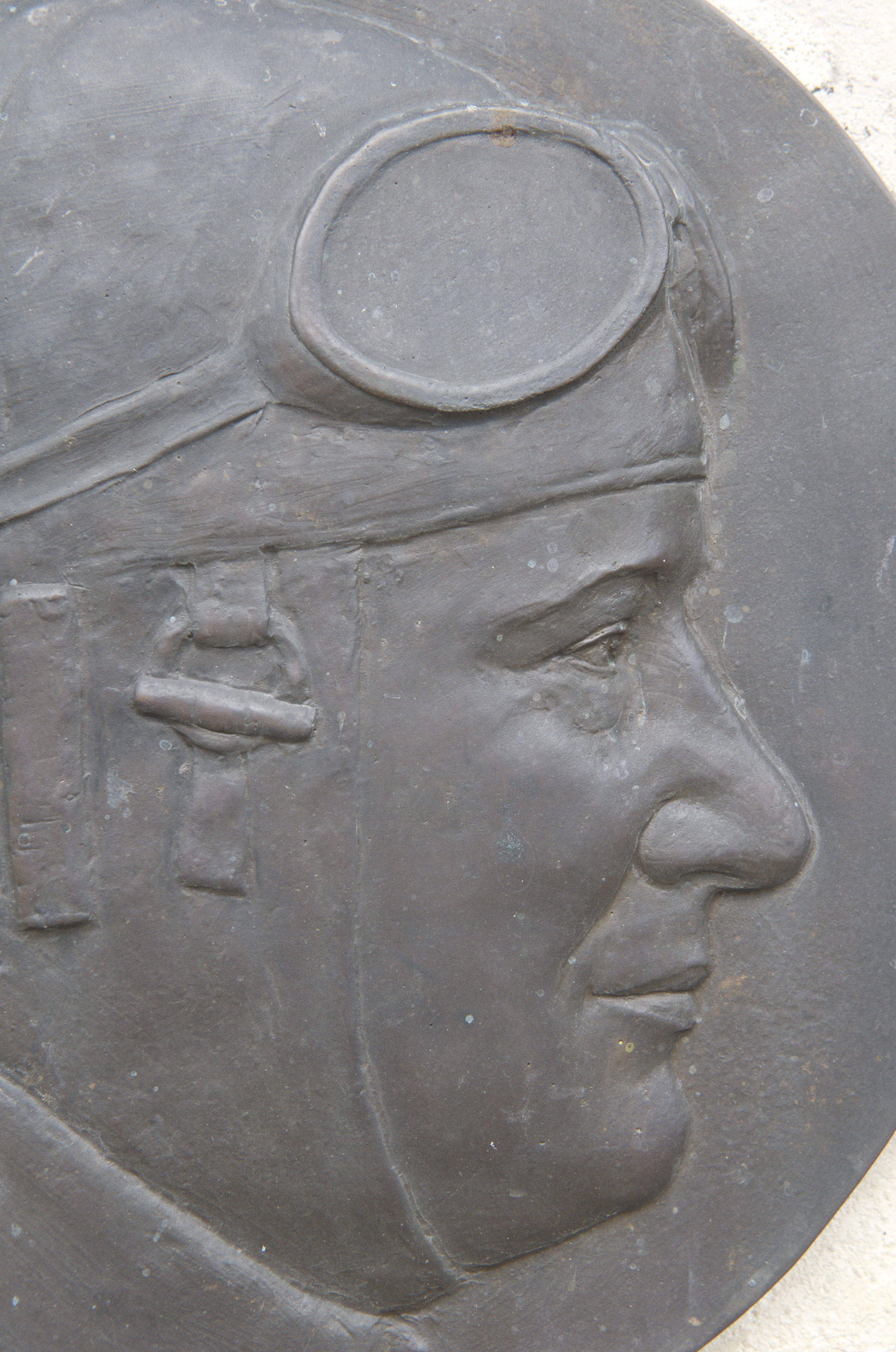
Georges Pelletier-Doisy

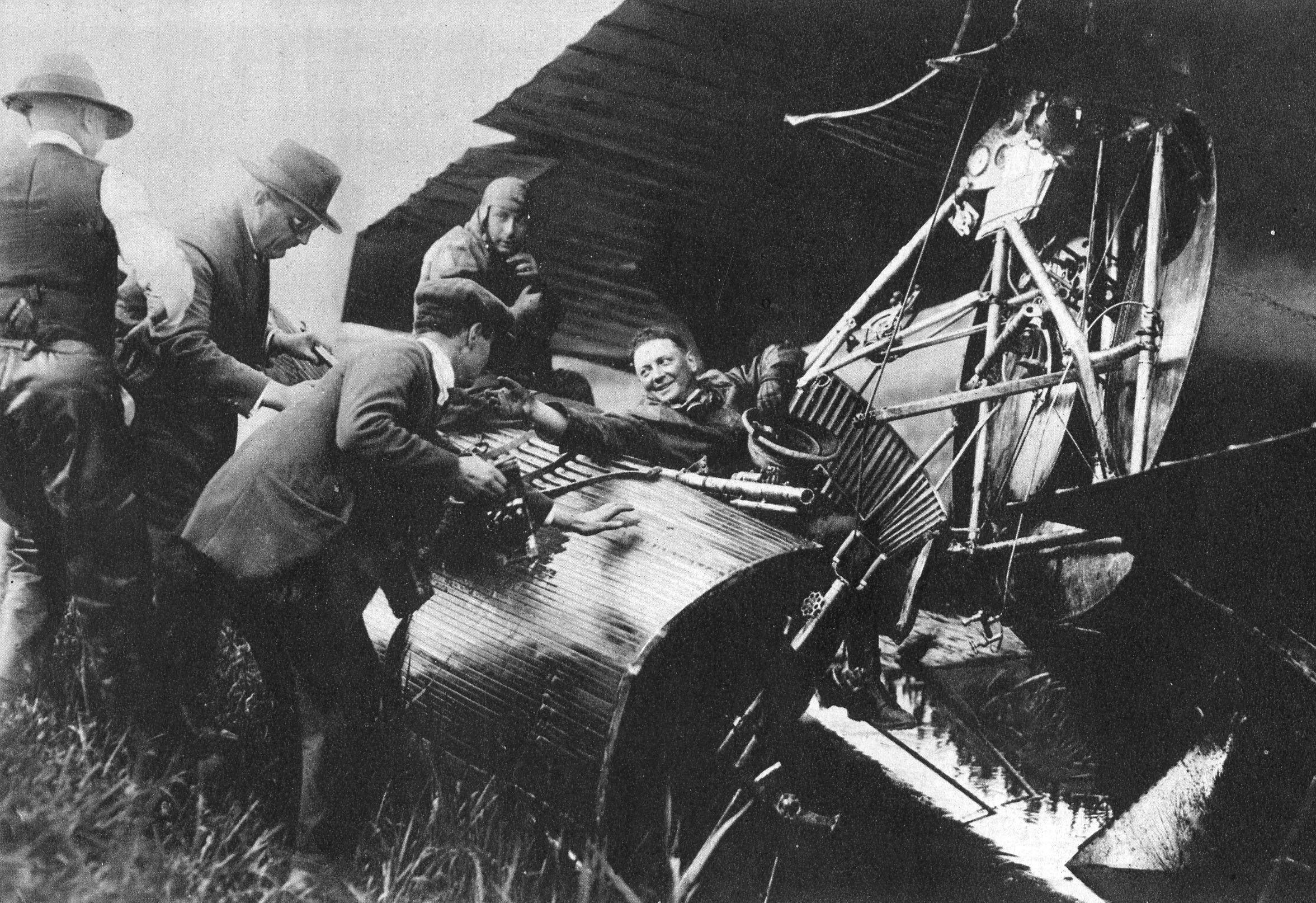
上海での事故

ジョルジュ・ペルティエ＝ドワシー（Georges Pelletier-Doisy、1892年5月9日 - 1953年）は、フランスのパイロットである。1924年にパリから東京までの19,600kmを飛行したことで知られる。
ジェール県のオーシュで生まれた。第一次世界大戦中は6機を撃墜し、エース・パイロットとなった。ラグビーを愛する巨漢で、ニックネームは "Pivolo"であった。32歳の時、フランスとインドシナの間の飛行ルートを開くことを命じられ、11の都市、ブダペスト、コンスタンチノープル、アレッポ、バスラ、バンダレ・アッバース、カラチ、アグラ、カルカッタ、 スィットゥエ、バンコク、ハノイを経由し可能であれば、中国、日本まで飛行する計画であった。
飛行に使われたブレゲー 19は3つの燃料タンクが増設され、940リットルのガソリンが積まれた。巡航速度150-180 km/hで飛行すると13時間、2000kmの飛行ができた。数ヶ月前に生まれた長女の名前からジャクリーヌ号と命名された。1924年4月24日の午前6時45分、Villacoublayを出発し、6月9日の正午に所沢の空港に到着した。空港ではフランス大使や、戦争中にコウノトリ部隊でしりあった滋野清武をふくむ多くの観衆が出迎えた。実際の飛行時間は120時間で、平均速度は168 km/hであった。
ブレゲー 19は5月20日にエンジン故障で上海で不時着した時に飛行不能となり、上海から東京までは、Tche Kiang軍のブレゲー 14を借りて飛行した。
ペルティエ＝ドワシーはモロッコで没した。